# Pirate Gold (film fra 1920)
Pirate Gold er en amerikansk stumfilm fra 1920 af George B. Seitz.

## Medvirkende
- Marguerite Courtot som Gabrielle Hall
- George B. Seitz som Ivanhoe 'Hoey' Tuttle
- Frank Redman som Austin Tuttle
- William P. Burt som Tanner
- Joe Cuny som Kaidy
- Harry Stone som Constable Peabody
- Harry Semels som Siebert
- Matthew Betz som Harmon